# اسکات وایلند
اسکات ویلند (انگلیسی: Scott Weiland؛ زادهٔ ۲۷ اکتبر ۱۹۶۷-درگذشته ۳ دسامبر ۲۰۱۵) یک موسیقی‌دان اهل ایالات متحده آمریکا بود که بیشتر به‌عنوان خوانندهٔ گروه راک استون تمپل پایلتس شناخته می‌شود. وی از سال ۱۹۸۵ میلادی تا ۲۰۱۵ مشغول فعالیت بود.
اسکات ویلند بیشتر در سبک آلترناتیو راک آواز می‌خواند اما در کنار آن در سبک‌های هارد راک و گرانج هم فعالیت می‌کرد. او در سال‌های فعالیت حرفه‌ایش جزو خوانندگان و موسیقدانان سرشناس آمریکایی و خوانندهٔ اصلی گروه پر طرفدار استون تمپل پایلتس بود که از سال ۱۹۸۹ فعالیت خود را آغاز کرده بود.
ویلند از آن دسته هنرمندانی بود که در دو قطب مخالف قضاوت افکار عمومی قرار دارد: طرفدارانش او را به خاطر غیرعادی بودنش دوست داشتند، در حالی که منتقدان (و تا حدی اعضای استون تمپل پایلتس) به‌خاطر اتکا ناپذیری و بروز شدید احساسات او را مورد انتقاد قرار داده‌اند.
جسد ویلند در ۳ دسامبر ۲۰۱۵ در اتوبوس تور گروه وایلداَبوتس در بلومینگتن، مینه‌سوتا پیدا شد. دلیل مرگ ویلند مصرف بیش از حد تصادفی کوکائین، الکل و متیلن‌دی‌اکسی‌آمفتامین اعلام شد. در گزارش مربوطه همچنین به بیماری سرخرگ کرونری ویلند، سابقهٔ آسم و سوء مصرف طولانی مدت مواد اشاره شده‌است.